# Sthenelais filamentosus
Sthenelais filamentosus är en ringmaskart som beskrevs av E. Ditlevsen 1917. Sthenelais filamentosus ingår i släktet Sthenelais och familjen Sigalionidae. Arten har ej påträffats i Sverige. Inga underarter finns listade i Catalogue of Life.